# Jewgenija Sergejewna Gromowa
Jewgenija Sergejewna Gromowa (russisch Евгения Сергеевна Громова; * 27. März 1988 in Schatura) ist eine russische Schauspielerin.

## Leben und Karriere
Gromowa wurde am 27. März 1988 in Schatura geboren. Ihr Debüt gab sie 2016 in dem Film Gorodskie ptitchki. Anschließend war sie 2017 in der Fernsehserie Almasny Endschpil zu sehen. Im selben Jahr trat sie in Wtoroe srenie auf. 
Außerdem bekam Gromowa 2019 in dem Film Verlangen – Die Begierden einer Frau eine Hauptrolle. Für ihre Rolle wurde sie für den Filmpreis Weißer Elefant  in der Kategorie Beste Schauspielerin nominiert. 2022 setzte sie ihre Karriere in Strana Sascha fort. Danach spielte sie 2023 in Pleylist wolontera mit.
Neben Russisch und Englisch spricht Gromowa noch Italienisch und Norwegisch.

## Filmografie
Filme
- 2016: Gorodskie ptitchki
- 2019: Verlangen – Die Begierden einer Frau
- 2022: Strana Sascha
- 2023: Wera

Serien
- 2017: Almasny Endschpil
- 2017: Wtoroe srenie
- 2020: Psich
- 2023: Pleylist wolontera
- 2023: Gosposcha